# Himere (ribe)
Himere (Chimaeriformes), su jedini red podrazreda cjeloglavki, što je jedan od razreda hrskavičnjača. To je mala grupa riba neobičnog izgleda s velikom glavom i tankim, dugačkim repom koji liči na bič.  

## Anatomija
Tijelo im je valjkasto, bočno malo spljošteno. Glava je upadljivo velika i malo njuškoliko izdužena. Mužjaci imaju na glavi između očiju tanku koštanu izraslinu nagnutu prema naprijed. Oči su im velike. Gornja vilica je čvrsto povezana s lubanjom i u njoj imaju dva para debelih "zubnih" pločica, a u donjoj vilici samo jedan par. 
Himere imaju samo jedan par škržnih pukotina bez poklopaca, prekriveni su samo kožnim škržnim naborom. Koža nema ljuske. Rep im je vrlo dug, a na leđima imaju dvije peraje. Prva je kraća, i na početku ima dugačku otrovnu bodlju. Druga je duža i spušta se niz tijelo kao obrub. Prsne peraje su im velike i vrlo su važne za kretanje. Kao i druge hrskavičnjače, nemaju riblji mjehur.

## Rasprostranjenost i životni prostor
Morski štakori su pretežno dubokomorske ribe. Žive na dubinama od prosječno 150 pa sve do 2.600 metara, ovisno o vrsti. Nastanjuju umjereni i tropski pojas Atlantika (i Sredozemno more), Tihog i Indijskog oceana. U Jadranu živi čudnovati morski štakor (Chimaera monstruosa). 

## Hrana
Životinje se hrane pretežno bentosno živećim beskralješnjacima, rakovima, mekušcima i bodljikašima. Svojim pločastim "zubima" mogu razbiti i pločicama "samljeti" i školjke.

## Razmnožavanje
Plodnost u jednoj sezoni je do 100 jaja. Kod oplodnje značajno manji mužjak drži se uz ženku čunjastom izraslinom na glavi. Sjemena tekućina prenosi se polucjevčicom oblikovanom od zadnje šipčice trbušne peraje. Razvoj jaja u hladnoj vodi traje više mjeseci. Kod ženki se svaki put spušta u maternicu dva jajašca. Ženke himera svaki put polože ta dva jaja, kao i druge dubokomorske ribe, u jednoj kožastoj čahuri na dno. Na šiljastom vrhu čahure nalazi se vrpčasta izraslina duga do tri centimetara pomoću koje se čahura zasidri uz dno. Razvoj jaja u hladnoj vodi traje više mjeseci.

## Vanjske poveznice
|  | Zajednički poslužitelj ima još gradiva o temi Himere |
|  | Wikivrste imaju podatke o taksonu Himere             |